# Mariene ecoregio Angola
De Mariene ecoregio Angola (86) (Engels: Angolan marine ecoregion) is een biogeografische regio en ligt in het oosten van de Atlantische Oceaan in de Mariene provincie Golf van Guinee (17) in het Marien rijk Tropische Atlantische Oceaan. De mariene ecoregio is vastgesteld door het World Wide Fund for Nature en The Nature Conservancy en is vernoemd naar Angola.
In het noorden grenst het gebied aan de mariene ecoregio Zuidelijke Golf van Guinee (85) en in het zuiden aan de mariene ecoregio Namib (190).

## Geografie
De mariene ecoregio ligt in het oosten van de Atlantische Oceaan voor een groot deel van de westkust van Angola. Het gebied strekt zich uit van ten zuiden van de stad Soyo tot aan de kaap bij de stad Tômbwa.
Door het gebied stroomt de Angolastroom.

## Biogeografie
Het gebied kent zeeleven dat houdt van tropische temperaturen.